# Sundasalanx
Sundasalanx là một chi cá xếp trong cùng một bộ với các loài cá trích và các họ hàng của chúng. Chi này bao gồm 7 loài cá rất nhỏ sinh sống trong môi trường nước ngọt ở Đông Nam Á, với Indonesia là quê hương của phần lớn các loài.

## Phân loại và phát sinh chủng loài
Roberts miêu tả họ Sundasalangidae để phân loại một chi cá nhỏ mới là Sundasalanx mà ông cho là có quan hệ họ hàng gần với họ Salangidae (bộ Osmeriformes). Siebert đề xuất rằng Sundasalanx trên thực tế là một dạng cá trích (clupeid) có thể có quan hệ họ hàng gần với chi Jenkinsia. Ishiguro et al. xác nhận vị trí của Sundasalanx trong phạm vi bộ Clupeiformes, nhưng như là một họ khác biệt (Sundasalangidae) với các mối quan hệ chưa chắc chắn. Các nghiên cứu phân tử sau đó không đưa ra chứng cứ tốt hơn để dung giải vị trí phát sinh chủng loài của Sundasalanx trong phạm vi bộ Clupeiformes, do việc lấy mẫu phân loại không hoàn hảo. Trong nghiên cứu của Lavoué et al. thì Sundasalanx lồng sâu trong Dòng dõi 3 (= Ehiravinae), và vị trí phát sinh chủng loài của nó được dung giải như là nhóm chị em với nhánh Clupeichthys, Clupeoides, Ehirava, Gilchristella và Clupeonella.
FishBase (2016) phân loại Sundasalanx như là một chi kéo dài tình trạng ấu thơ trong phạm vi họ Clupeidae chứ không phải một họ độc lập.
Nghiên cứu năm 2022 nâng cấp Ehiravinae thành họ Ehiravidae độc lập với Clupeidae. và FishBase (2023) xếp Sundasalanx trong phạm vi họ Ehiravidae.

## Các loài
Bảy loài hiện được công nhận là:
- Sundasalanx malleti Siebert & Crimmen, 1997
- Sundasalanx megalops Siebert & Crimmen, 1997
- Sundasalanx mekongensis Britz & Kottelat, 1999
- Sundasalanx mesops Siebert & Crimmen, 1997
- Sundasalanx microps T. R. Roberts, 1981
- Sundasalanx platyrhynchus Siebert & Crimmen, 1997
- Sundasalanx praecox T. R. Roberts, 1981